# Ampelocissus sapinii
Ampelocissus sapinii är en vinväxtart som först beskrevs av De Wild., och fick sitt nu gällande namn av Gilg & Brandt. Ampelocissus sapinii ingår i släktet Ampelocissus och familjen vinväxter. Inga underarter finns listade i Catalogue of Life.